# Marianthi Xhako
Marianthi Xhako właśc. Marianthi Qemo-Xhako (ur. 2 listopada 1936 w Beracie, zm. 18 czerwca 2017 w Tiranie) – albańska reżyserka i scenarzystka filmowa. 

## Życiorys
Po ukończeniu szkoły średniej w Beracie uzyskała stypendium, dzięki któremu mogła w 1954 wyjechać do ZSRR. Studia z zakresu reżyserii filmowej ukończyła w Instytucie Kinematografii WGIK w Moskwie w 1960, razem z Viktorem Gjiką i Dhimitrem Anagnostim. Jej pracą dyplomową był film Qyteti i një mbi një dritareve, który poświęciła swojemu rodzinnemu miastu. Po powrocie do kraju podjęła pracę w Studiu Filmowym Nowa Albania. Była jedną z pierwszych albańskich reżyserek filmów dokumentalnych. W całej swojej karierze nakręciła ponad 60 filmów dokumentalnych i kronik filmowych. W 1990 przeszła na emeryturę.
Była mężatką, miała dwie córki.
Została uhonorowana tytułem Zasłużonej Artystki (Artist i Merituar).

## Filmy dokumentalne
- 1959: Qyteti i një mbi një dritareve (Miasto tysiąca okien)
- 1961: Reportazh nga Kurbneshi (Reportaż z Kurbnesh)
- 1963: Në shërbim të shëndetit (W służbie zdrowia)
- 1963: Djali nga Korea (Chłopiec z Korei)
- 1965: Në rjedhën e jetës (Na ścieżkach życia)
- 1966: Çajupi
- 1969: 25 vjetori i Kongresit të parë të BGSH (25 rocznica I Kongresu BGSh)
- 1972: Ekspozita e arteve figurative (Wystawa sztuki figuratywnej)
- 1973: Këndon Tefta Tashko Koço (Śpiewa Tefta Tashko Koço)
- 1973: Pushimet e punetoreve (Odpoczynek robotników)
- 1973: Vajza Pukjane (Dziewczyna z Puki)
- 1975: Viti 1924 (Rok 1924)
- 1975: Dhëmbët dhe shëndeti (Zęby a zdrowie)
- 1975: Kursim, kursim, kursim (Oszczędność, oszczędność, oszczędność)
- 1975: Mjekja nga fshatit (Lekarka ze wsi)
- 1975: Shtegtim montatorësh
- 1977: Odhise Paskali
- 1980: Ditë vjeshte në Plasë (Jesienny dzień w Plasë)
- 1980: Qitëset (Strzelcy)
- 1981: Ali Kelmendi
- 1982: Muzeu Historik Kombëtar (Narodowe Muzeum Historyczne)
- 1983: Nepër ditarët e luftës (Poprzez wojenne pamiętniki)
- 1984: Piktori Buza (Malarz Buza)
- 1986: Tirana e kuqe e Enverit (Czerwona Tirana Envera)